# اپلنی
اپلنی (به مجاری: Eplény) یک شهرداری در مجارستان است که در ناحیه وسپرم واقع شده‌است. اپلنی ۸٫۲۸ کیلومتر مربع مساحت و ۵۰۲ نفر جمعیت دارد.